# Distruggete DC59 - Da base spaziale a Hong Kong
Distruggete DC59 - Da base spaziale a Hong Kong (吸血鬼ゴケミドロ?, Kyuketsuki Gokemidoro) è un film del 1968 diretto da Hajime Satō.
Si tratta di un di una pellicola di fantascienza giapponese a tema invasione aliena.

## Trama
L'aereo pilotato da Hiroyuki Nishimoto e Teruo Yoshida si imbatte in un oggetto volante arancione, che li sorpassa, dopo di che l'aereo è vittima di avarie e precipita su di un altopiano desertico. Mentre il comandante Hiroyuki Nishimoto muore nello schianto, il copilota Teruo Yoshida sopravvive e si mette al comando dei sopravvissuti, che si trovano privi di acqua e di cibo e devono sopravvivere fino all'arrivo dei soccorsi.
Nel frattempo Hirofumi Teraoka, che aveva tentato di dirottare l'aereo prima dell'incontro con l'UFO, si allontana e viene posseduto da una forma di vita aliena che pilota il disco volante. Teraoka diventa così una sorta di "vampiro" alieno che succhia il sangue dal corpo dei sopravvissuti uccidendoli a uno a uno.
Alla fine sopravvivono solamente Teruo Yoshida e la hostess Kazumi Asakura, che fuggono raggiungendo l'autostrada, dove scoprono che sono stati tutti uccisi dagli alieni.

## Distribuzione
Il film è stato distribuito in Giappone il 14 agosto 1968; in Germania Ovest il 25 luglio 1969 con il titolo Goke - Vampir aus dem Weltall; negli Stati Uniti il 31 maggio 1978 con il titolo Body Snatcher from Hell o Goke, Body Snatcher from Hell; in Unione Sovietica con il titolo Гок, похититель тел из ада. Il film è inoltre conosciuto anche con i titoli internazionali Goke the Vampire e Vampire Gokemidoro.
In Italia il titolo è stato doppiato in italiano per opera della Sinc Cinematografica nel 1975, sincronizzato dalla President, e distribuito come Distruggete DC59 - Da base spaziale a Hong Kong. Nel luglio 1972 è stato proiettato al Trieste International Science Fiction Film Festival. Il film è stato distribuito in DVD dalla Sinister Video.